# Sächsische Schildtaube

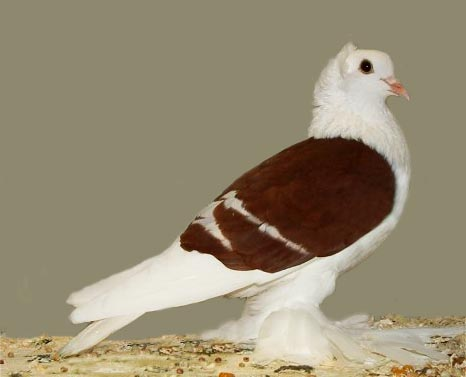
Sächsische Schildtaube

Die Sächsische Schildtaube ist eine deutsche Taubenrasse, die zu den Sächsischen Farbentauben zählt. Ihre Heimat ist vor allem Sachsen, obwohl sie heute nicht nur in ganz Deutschland verbreitet ist, sondern auch Taubenschläge in ganz Europa bevölkert.